# De garde 24/7
De garde 24/7 est une émission de télévision documentaire québécoise produite par Avanti-Toast et diffusée depuis le 7 septembre 2015 à Télé-Québec. Elle a également été diffusée sur Savoir média et est disponible en vidéo à la demande sur la plateforme ICI TOU.TV.
La centième épisode de l'émission a été diffusés le 7 décembre 2023. La onzième saison est présentement en production.

## Résumé
La série documentaire montre le quotidien et partage les réflexions de plusieurs médecins sur leur travail. Les téléspectateurs sont invités à suivre le déroulement d'un hôpital du Québec, entre les enjeux personnels et professionnels des travailleurs de la santé. La  saison 6 couvre entre autres les débuts de la pandémie de Covid-19 au Québec.

## Fiche technique[7]
- Titre original : De garde 24/7
- Diffuseur : Télé-Québec
- Réalisation :  Myriam Berthelet, Sasha Campeau et Paul-Maxime Corbin (saison 10)
- Recherche : Annie Huberdeau et Magali Nobert en collaboration avec Myriam Berthelet, Sasha Campeau et Paul-Maxime Corbin (saison 10)
- Production : Annie Huberdeau, Isabelle Panet-Raymond et Nadia Ruel (saison 10)
- Producteurs exécutifs : Patricia Blais, Ian Quenneville et Monique Lamoureux (saison 10)
- Sociétés de production : Avanti-Toast (saison 10)
- Pays d'origine : Québec, Canada
- Langue originale : Français
- Genre : Documentaire

## Épisodes[8]

### Saison 1 (2015)
1. Profession médecin
2. Adrénaline
3. Risques de complications
4. Feu roulant
5. La bataille des lits
6. Nouvelle garde
7. Première fois
8. Fin de semaine
9. Se faire une carapace
10. La nuit
11. Vivre avec la mort
12. La beauté du quotidien

### Saison 2 (2016)
1. L'équipe
2. Faire rouler la machine
3. La relève
4. Lien de confiance
5. Urgences
6. Enquête
7. Rendre les armes
8. Noël
9. Annonces
10. Ultime filet social
11. Garder le contrôle
12. Subjectivité

### Saison 3 (2017)
1. Les limites de la médecine
2. Sans répit
3. Sauver des vies
4. Vivre avec le doute
5. Pendant l'été
6. Rassurer
7. Vendredi
8. La vie à tout prix

### Saison 4 (2018)
1. Retour des fêtes
2. La garde
3. Travail d'équipe
4. De nuit
5. Relation
6. Décisions
7. Plan
8. Anxiété
9. Confrontés à la mort
10. Enseignement

### Saison 5 (2019)
1. Sous pression
2. Quand le temps de compte
3. L'empathie
4. Faire son deuil
5. Familles
6. Pendant les Fêtes
7. Complications
8. Vivre avec la maladie
9. Un travail d"investigation
10. La dernière ligne

### Saison 6 (2020)
1. Covid, le calme avant la tempête
2. Covid. la crise
3. COVID, les traces de la première vague
4. Gérer les attendes
5. Vulnérabilité
6. Hiver
7. Imprévus
8. Souffrance
9. Inconnu
10. Performance

### Saison 7 (2021)
1. Anticipation
2. Retour des fêtes
3. Sur le fil
4. Espoir
5. Guider la patient
6. L'humain avant tout
7. Le poids de la décision
8. Acceptation
9. Tabous
10. Dignité
11. Le temps
12. Instinct

### Saison 8 (2022)
1. Part d'incertitude
2. Motivation
3. Accompagnement
4. Les maux invisibles
5. Guérison
6. Changement
7. Peser ses mots
8. Haute surveillance
9. En état d'alerte
10. Une équipe tissée serrée
11. Le lien privilégié
12. Le poids des responsabilités

### Saison 9 (2023)
1. Trauma
2. L'attente
3. Intensité
4. Compassion
5. Jusqu'au bout
6. Intimité
7. Transmission
8. Faire une différence
9. Avancer
10. Responsabilités
11. Gérer le stress
12. Un grand vide
13. Aider
14. Leadership

### Saison 10 (2024)
1. Laisser une trace
2. En évolution
3. L'importance de la communication
4. Prendre soin
5. Faire des choix
6. Se dépasser
7. Transparence
8. Le choc
9. La distance et l'éloignement
10. En action
11. Dernier recours
12. L'écoute

### Saison 11 (2025)
À venir.

## Équipe de production et intervenants
| Saisons | Réalisateur.ice.s                                     | Scénariste.s | Recherchiste.s | Intervenant.e.s |
| ------- | ----------------------------------------------------- | --- | --- | --- |
| 1       | François Méthé                                        | Paul-Maxime Corbin, Carine Elkouby, François Méthé                                                               | Paul-Maxime Corbin | Dre Christine Alexander, Dre Gabrielle Barbarese, Dr Michaël Bensoussan, Dr Laurent Boisvert, Dr Alexandre Bougie, Tanya Chouinard, Dre Nayima Clermont-Dejean, Dre Marie-Josée Desrochers, Dr Karl Fournier, Dre Camille Hudon, Dre Marjory Jolicoeur, Dr André Kokis, Dr David Laflamme, Dominique Leclerc, Dre Marie-Pierre Le Guillan, Dre Leihla Michaelsen, Dre Barbara Monet, Dr Germain Poirier, Dr Sébastien Ratté, Valérie Saillant, Dre Catherine Sperlich, Dre Chantal Vallée, |
| 2       | Catherine Proulx                                      | Paul-Maxime Corbin, Catherine Proulx                                                                             | Paul-Maxime Corbin | Dre Christine Alexander, Dre Gabrielle Barbarese, Dr Michaël Bensoussan, Dr Laurent Boisvert, Dr Alexandre Bougie, Tanya Chouinard, Dre Nayima Clermont-Dejean, Dre Marie-Josée Desrochers, Dr Karl Fournier, Dre Camille Hudon, Dre Marjory Jolicoeur, Dr André Kokis, Dr David Laflamme, Dominique Leclerc, Dre Marie-Pierre Le Guillan, Dre Leihla Michaelsen, Dre Barbara Monet, Dr Germain Poirier, Dr Sébastien Ratté, Valérie Saillant, Dre Catherine Sperlich, Dre Chantal Vallée, |
| 3       | Louis Asselin, Paul-Maxime Corbin                     | Louis Asselin, Paul-Maxime Corbin                                                                                | Florence Migneault | Dre Christine Alexander, Dre Gabrielle Barbarese, Dr Michaël Bensoussan, Dr Laurent Boisvert, Dr Alexandre Bougie, Tanya Chouinard, Dre Nayima Clermont-Dejean, Dre Marie-Josée Desrochers, Dr Karl Fournier, Dre Camille Hudon, Dre Marjory Jolicoeur, Dr André Kokis, Dr David Laflamme, Dominique Leclerc, Dre Marie-Pierre Le Guillan, Dre Leihla Michaelsen, Dre Barbara Monet, Dr Germain Poirier, Dr Sébastien Ratté, Valérie Saillant, Dre Catherine Sperlich, Dre Chantal Vallée, |
| 4       | Paul-Maxime Corbin, Catherine Proulx                  | | Sasha Campeau en collaboration avec Paul-Maxime Corbin et Catherine Proulx | Leila Akretche, Dr Yves Bendavid, Dr David Blanchette, Dre Renée Blondin, Dr Christian Boukaram, Mylène Cardin-Daneau, Dre Véronique Caty, Dre Karine Chagnon, Dr Luigi de Benedictis, Dre Marie-Ève Désilets, Dr Pierre Dubé, Dre Isabelle Fleury, Dr Louis-Philippe Fortier, Pierre-David Gagné, Dr Éric Gagnon, Dr Rafik Ghali, Dr Massimiliano Iseppon, Dre Mona Khattabi, Dre Silvy Lachance, Dr Jean Lachapelle, Dr Thierry Lebeau, Dr Jonathan Levesque, Dr François Marquis, Audrey Martel, Vicki Mercille, Dr Michel Morin, Dre Sophie Mottard, Dre Ann-Edwidge Noël, Paméla F. Plante, Dr Nicolas Pranno, Dr Flavio Rezende, Dre Lynne Senécal, Dre Michèle Tardif, Dr Jean-Sébastien Trépanier, Dr Robert Urbanowicz, Dre Nathalie Zan, Dre Valerie Zaphiratos, Dre Suzanne Fortin |
| 5       | Paul-Maxime Corbin, Catherine Proulx                  | | Sasha Campeau en collaboration avec Paul-Maxime Corbin et Catherine Proulx | Leila Akretche, Dr Yves Bendavid, Dr David Blanchette, Dre Renée Blondin, Dr Christian Boukaram, Mylène Cardin-Daneau, Dre Véronique Caty, Dre Karine Chagnon, Dr Luigi de Benedictis, Dre Marie-Ève Désilets, Dr Pierre Dubé, Dre Isabelle Fleury, Dr Louis-Philippe Fortier, Pierre-David Gagné, Dr Éric Gagnon, Dr Rafik Ghali, Dr Massimiliano Iseppon, Dre Mona Khattabi, Dre Silvy Lachance, Dr Jean Lachapelle, Dr Thierry Lebeau, Dr Jonathan Levesque, Dr François Marquis, Audrey Martel, Vicki Mercille, Dr Michel Morin, Dre Sophie Mottard, Dre Ann-Edwidge Noël, Paméla F. Plante, Dr Nicolas Pranno, Dr Flavio Rezende, Dre Lynne Senécal, Dre Michèle Tardif, Dr Jean-Sébastien Trépanier, Dr Robert Urbanowicz, Dre Nathalie Zan, Dre Valerie Zaphiratos, Dre Suzanne Fortin |
| 6       | Sasha Campeau, Paul-Maxime Corbin et Catherine Proulx | Sasha Campeau et Annie Huberdeau en collaboration avec Paul-Maxime Corbin et Catherine Proulx                    | | Leila Akretche, Dr Yves Bendavid, Dr David Blanchette, Dre Renée Blondin, Dr Christian Boukaram, Mylène Cardin-Daneau, Dre Véronique Caty, Dre Karine Chagnon, Dr Luigi de Benedictis, Dre Marie-Ève Désilets, Dr Pierre Dubé, Dre Isabelle Fleury, Dr Louis-Philippe Fortier, Pierre-David Gagné, Dr Éric Gagnon, Dr Rafik Ghali, Dr Massimiliano Iseppon, Dre Mona Khattabi, Dre Silvy Lachance, Dr Jean Lachapelle, Dr Thierry Lebeau, Dr Jonathan Levesque, Dr François Marquis, Audrey Martel, Vicki Mercille, Dr Michel Morin, Dre Sophie Mottard, Dre Ann-Edwidge Noël, Paméla F. Plante, Dr Nicolas Pranno, Dr Flavio Rezende, Dre Lynne Senécal, Dre Michèle Tardif, Dr Jean-Sébastien Trépanier, Dr Robert Urbanowicz, Dre Nathalie Zan, Dre Valerie Zaphiratos, Dre Suzanne Fortin |
| 7       | Myriam Berthelet, Sasha Campeau et Paul-Maxime Corbin | Annie Huberdeau en collaboration avec Myriam Berthelet, Sasha Campeau et Paul-Maxime Corbin                      | | Leila Akretche, Dr Yves Bendavid, Dr David Blanchette, Dre Renée Blondin, Dr Christian Boukaram, Mylène Cardin-Daneau, Dre Véronique Caty, Dre Karine Chagnon, Dr Luigi de Benedictis, Dre Marie-Ève Désilets, Dr Pierre Dubé, Dre Isabelle Fleury, Dr Louis-Philippe Fortier, Pierre-David Gagné, Dr Éric Gagnon, Dr Rafik Ghali, Dr Massimiliano Iseppon, Dre Mona Khattabi, Dre Silvy Lachance, Dr Jean Lachapelle, Dr Thierry Lebeau, Dr Jonathan Levesque, Dr François Marquis, Audrey Martel, Vicki Mercille, Dr Michel Morin, Dre Sophie Mottard, Dre Ann-Edwidge Noël, Paméla F. Plante, Dr Nicolas Pranno, Dr Flavio Rezende, Dre Lynne Senécal, Dre Michèle Tardif, Dr Jean-Sébastien Trépanier, Dr Robert Urbanowicz, Dre Nathalie Zan, Dre Valerie Zaphiratos, Dre Suzanne Fortin |
| 8       | Myriam Berthelet, Sasha Campeau et Paul-Maxime Corbin | Annie Huberdeau en collaboration avec Myriam Berthelet, Sasha Campeau et Paul-Maxime Corbin                      | | Leila Akretche, Dr Yves Bendavid, Dr David Blanchette, Dre Renée Blondin, Dr Christian Boukaram, Mylène Cardin-Daneau, Dre Véronique Caty, Dre Karine Chagnon, Dr Luigi de Benedictis, Dre Marie-Ève Désilets, Dr Pierre Dubé, Dre Isabelle Fleury, Dr Louis-Philippe Fortier, Pierre-David Gagné, Dr Éric Gagnon, Dr Rafik Ghali, Dr Massimiliano Iseppon, Dre Mona Khattabi, Dre Silvy Lachance, Dr Jean Lachapelle, Dr Thierry Lebeau, Dr Jonathan Levesque, Dr François Marquis, Audrey Martel, Vicki Mercille, Dr Michel Morin, Dre Sophie Mottard, Dre Ann-Edwidge Noël, Paméla F. Plante, Dr Nicolas Pranno, Dr Flavio Rezende, Dre Lynne Senécal, Dre Michèle Tardif, Dr Jean-Sébastien Trépanier, Dr Robert Urbanowicz, Dre Nathalie Zan, Dre Valerie Zaphiratos, Dre Suzanne Fortin |
| 9       | Myriam Berthelet, Sasha Campeau et Paul-Maxime Corbin | Cyrielle Deschaud et Annie Huberdeau en collaboration avec Myriam Berthelet, Sasha Campeau et Paul-Maxime Corbin | Dr Patrick Bellemare, Dr Étienne Bourassa-Moreau, Dre Julie-Anne Buckland, Dre Véronique Castonguay, Dr Alexis Cournoyer, Dr Adam Di Palma, Dre Danielle Grandmont, Dr Kevin Jao, Dr Éric Lalonde, Dre Soazig Le Guillan, Dre Marie-Michelle Robert, Dr Mathieu Rousseau et Valérie Turcotte | |
| 10      | Myriam Berthelet, Sasha Campeau et Paul-Maxime Corbin | Annie Huberdeau et Magali Nobert en collaboration avec Myriam Berthelet, Sasha Campeau et Paul-Maxime Corbin     | Dr Patrick Bellemare, Dr Étienne Bourassa-Moreau, Dre Julie-Anne Buckland, Dre Véronique Castonguay, Dr Alexis Cournoyer, Dr Kevin Emond, Arianne Faille, Dre Pascale Fouron, Sophie Galipeau, Dre Danielle Grandmont, Dr Nicolas Hélie-Martel, Dr Kevin Jao, Dr Simon Kind, Dr Éric Lalonde, Dr Mathieu Laroche, Dre Soazig Le Guillan, Dr Saliou Mbaye, Dr Étienne Perreault, Dre Marie-Michelle Robert, Dr Mathieu Rousseau, David Saab, Dre Catherine Sarrasin, Maude Trépanier et Valérie Turcotte | |

## Web-série
La web-série de 18 épisodes de 2 à 5 minutes prolonge l'expérience de la série sur le web.

## Récompenses
Intermedia-globe Silver Award - WorldMediaFestivals | Television & Corporate Media Awards
- Intermedia-globe Silver Award – Documentaries: Medecine (2020)
- Intermedia-globe Gold Award – Documentaries: Medecine (2021)
- Intermedia-globe Silver Award – Documentaries: Medecine (2022)

New York Festivals International TV & Film Awards
- Gold World Medal : Documentary – Social Issues (2019)[10]
- Silver World Medal : Documentary – Social Issues (2020)
- Bronze World Medal : Documentary – Social Issues (2021)

Prix Gémeaux
- Meilleure série documentaire : société (2016[11], 2017, 2019, 2020, 2021)
- Meilleur scénario : documentaire - série (2017, 2018[12])
- Meilleur son : magazine, affaires publiques, documentaire toutes catégories (2017[13])
- Meilleur montage : affaires publiques, documentaire - série (2018, 2019, 2022[14])
- Meilleure direction photographique : affaires publiques, documentaire - série (2018, 2019, 2021)
- Meilleure recherche : documentaire - série (2019, 2020, 2021, 2022)
- Meilleure réalisation documentaire : société, histoire et politique - série (2019, 2020, 2021[15])

Zapettes d'or
- Moment télé utile (2021[16])